# ویکتور خارا
ویکتور لیدیو خارا مارتینِس (به اسپانیایی: Víctor Lidio Jara Martínez) (زاده ۲۸ سپتامبر ۱۹۳۲ در سانتیاگو – درگذشته ۱۶ سپتامبر ۱۹۷۳ در سانتیاگو) شاعر، خواننده و انقلابی شیلیایی بود که در جریان کودتای نظامی آگوستو پینوشه علیه سالوادور آلِنده (رئیس جمهور وقت) در شیلی به قتل رسید.

## زندگی
ویکتور خارا در روستایی فقیر در شیلی زاده شد. مادرش شعرهای بومی می‌سرود و بدین ترتیب خارا از کودکی با ترانه‌های روستایی آشنا شد. با کوچ خانوادهٔ خارا به شهر سانتیاگو، او با محیطی متفاوت از جامعهٔ روستایی آشنا شد. خارا پس از مرگ مادرش دچار خلاء عاطفی شد و به مدرسه دینی رفت. اما پس از دو سال آن‌جا را ترک کرد و به دورهٔ سربازی رفت. خارا پس از پایان دورهٔ سربازی، به دانشگاه شیلی رفت و در آن جا به مطالعهٔ موسیقی بومی شیلی پرداخت.
«شعر من در مدح هیچ‌کس نیست
و نمی‌سرایم تا بیگانه‌ای بگرید
من برای بخش کوچک و دوردست سرزمینم می‌سرایم
که هر چند باریکه‌ای بیش نیست
اما ژرفایش را پایانی نیست
شعر من آغاز و پایان همه چیز است
شعری سرشار از شجاعت
شعری همیشه زنده و تازه و پویا»

## کنش سیاسی

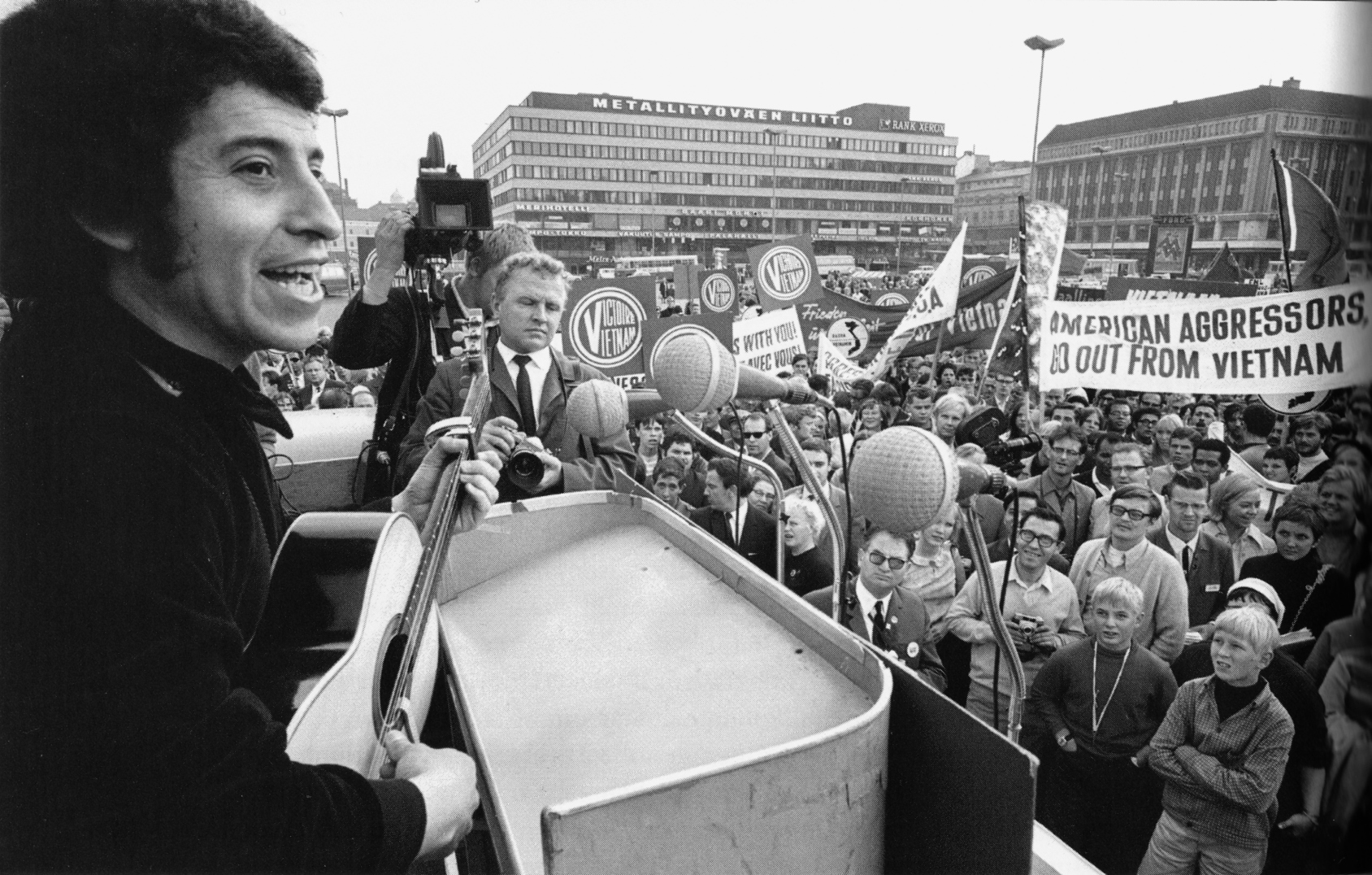
ویکتور لیدیو خارا مارتینِس

ویکتور خارا در سال ۱۹۶۹ هم‌زمان با سال‌های پرالتهاب در شیلی، نخستین آلبوم خود را به بازار فرستاد. آشنایی با تفکرات سوسیالیستی تأثیر مهمی در افکار و زندگی او به جا گذاشت و هویتی ضد امپریالیستی به موسیقی او بخشید.
در سال ۱۹۶۹ حزب کمونیست، سوسیالیست‌ها و دیگر گروه‌های چپ شیلی ائتلافی به نام «جمعیت مردم» تشکیل دادند که یک سال بعد با معرفی سالوادور آلنده به عنوان نامزد، وارد رقابت انتخاباتی شد. در این زمان خارا در استادیوم شیلی شهر سانتیاگو کنسرت موسیقی بزرگی برپا کرد.
در یکی از اجراهای دانشگاهی ویکتور خارا، ضدکمونیست‌ها او را سنگ باران کردند.
پس از پیروزی حزب «اتحاد مردم» در انتخابات سپتامبر ۱۹۷۰، خارا طی سال‌های ۷۰ تا ۷۳ به سراسر شیلی سفر کرد و برای کارگران معدن و کارخانه‌ها، دانشجویان و دانش‌آموزان کنسرت برپا کرد و در این مدت چهار آلبوم منتشر نمود.

## مرگ

### چگونگی

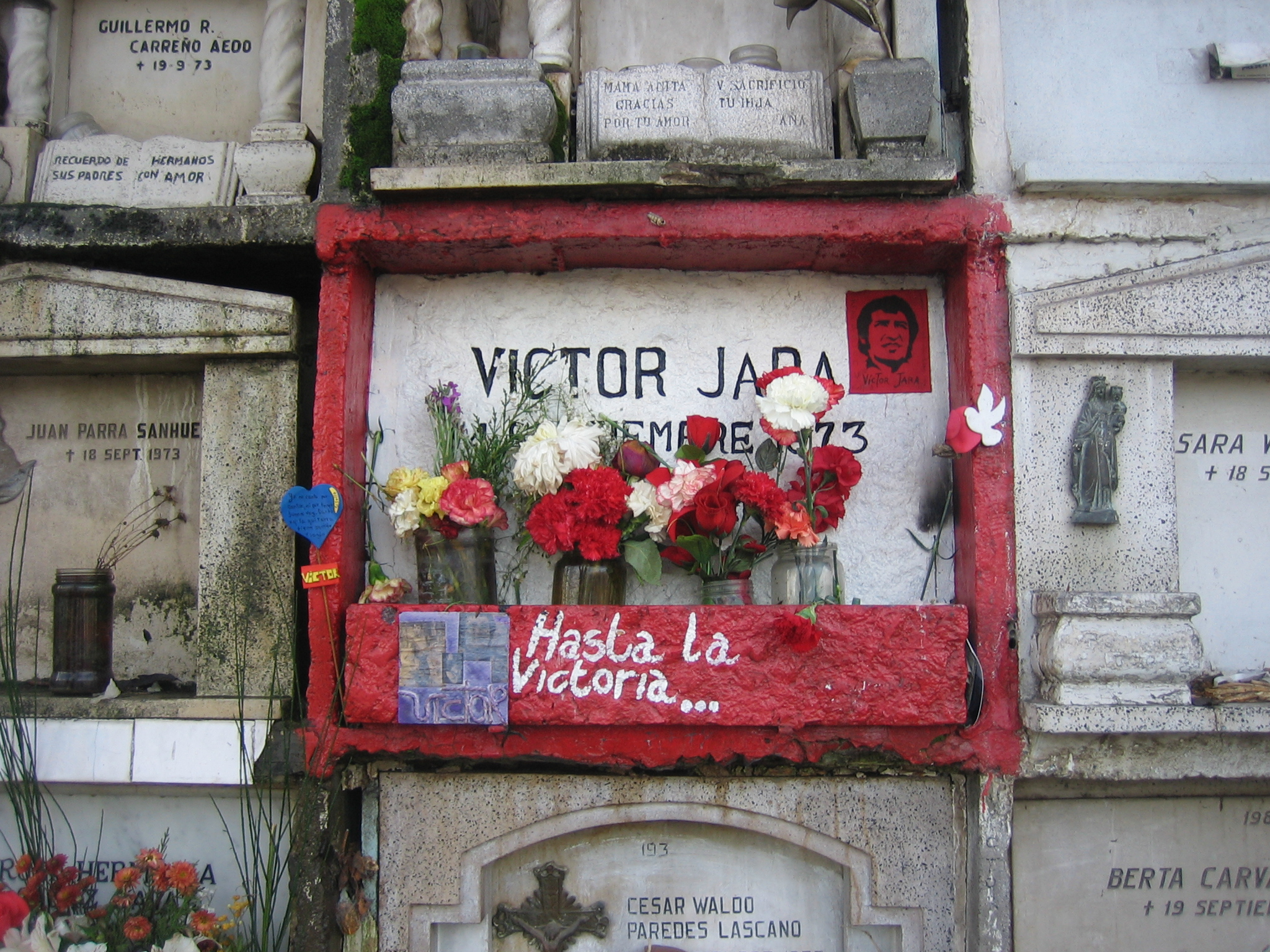
مقبرهٔ خارا در گورستان عمومی سانتیاگو

در سال ۱۹۷۳ با آغاز کودتای پینوشه بسیاری از انقلابی‌های پیشرو از جمله آلِنده به قتل رسیدند و بسیاری دیگر نیز بازداشت شدند. خارا نیز در جمع دانشجویان دانشکده فنی دستگیر شد و به همراه شمار زیادی از دانشجویان به استادیوم سانتیاگو منتقل شد. در آن‌جا استخوان‌های دست و انگشت‌های او را شکستند و از او خواستند در حضور سایر بازداشت‌شدگان آواز بخواند و او ترانه «ما پیروز خواهیم شد»، سرود مخصوص حزب اتحاد مردمی را خواند.
در روز ۱۶ سپتامبر ۱۹۷۳ جسد تیرباران شدهٔ او را در کنار خیابان پیدا کردند.

### دادگاه عاملان
در سال ۲۰۱۶ (میلادی) پدرو بارینتوس، افسر پیشین ارتش شیلی در دادگاه مدنی فلوریدا مسئول مرگ خارا دانسته شد. در سال ۲۰۱۸ (میلادی) نیز هشت افسر بازنشسته دیگر به جرم مشارکت در قتل خارا محکوم و زندانی شدند.

## میراث
در شیلی، مرگ ویکتور خارا نشانی از یک فصلی فراموش نشدنی در تاریخ کشور و زخمی ملی است. شیوه مرگ ویکتور خارا باعث شد او به نماد بین‌المللی مقاومت تبدیل شود.
در سال ۲۰۰۹ (میلادی) و به دنبال تحقیقات تازه درباره به قتل خارا، پیکر او در مراسم خاکسپاری عمومی با حضور هزاران نفر از طرفدارانش دوباره به خاک سپرده شد.

## آخرین ترانه
آخرین ترانهٔ او که حکم وصیت‌نامه‌اش را داشت، بر روی تکه‌ای از روزنامه نوشته شده بود و توسط یکی از افرادی که از استادیوم شیلی جان به در برد به دست همسرش رسید: 
پنج هزار نفر این جاییم/ در این بخش کوچک شهر/ چه دشوار است سرودی سرکردن/ آن‌گاه که وحشت را آواز می‌خوانیم/ وحشت آن‌که من زنده‌ام/ وحشت آن‌که می‌میرم من/ خود را در انبوه این همه دیدن/ و در میان این لحظه‌های بی‌شمار ابدیت/ که در آن سکوت و فریاد هست/ لحظه پایان آوازم رقم می‌خورد.

## یادبودهای ویکتور خارا در آثار هنرمندان دیگر
فیل اوکز خواننده آمریکایی که همراه با ویکتور خارا در کنسرتی در آفریقای جنوبی به اجرا پرداخته بود یک کنسرت خیریه به نام «یک غروب با سالوادور آلِنده» در سال ۱۹۷۴ (میلادی) ترتیب داد. باب دیلن، پیت سیگر و آرلو گوتری در این کنسرت او را همراهی نمودند.
خوانندگان و گروه‌های زیادی برای او ترانه ساخته‌اند یا در آهنگ‌ها و آلبوم‌هایشان به ویکتور خارا اشاره نموده‌اند، از جمله:
گروه د کلش در ترانه "Washington Bullets" از آلبوم سال ۱۹۸۰شان Sandinista!. جو استامر در مورد خارا:
«تک‌تک سلول‌ها در شیلی نشان می‌دهند، فریادهای انسان‌های شکنجه‌شده را. آلنده را در روزهای پیشین، روزهای پیش از آمدن ارتش به خاطر بسپار. لطفاً ویکتور خارا را به خاطر بسپار، در استادیوم سانتیاگو. Ed verdad (حقیقت دارد)، باز هم همان گلوله‌های واشینگتن.»
در سال ۱۹۸۷ (میلادی) گروه یوتو در ترانه "One Tree Hill" از آلبوم The Joshua Tree:
«و در جهان قلبی از تاریکی، محدوده آتش. جایی که شاعران از اعماق قلب خود سخن می‌گویند، و به خاطر آن خون می‌دهند. خارا خواند، نغمه‌اش سلاحی، در دستان عشق. گرچه خونش هنوز از زمین بانگ برمی‌آورد.»
جکسون براون در ترانه "My Personal Revenge" به ویکتور خارا:
«انتقام شخصی من این خواهد بود که به تو این دستها را ببخشم که زمانی با آن‌ها بد کردی.»
جون بایز نیز ترانه "Te Recuerdo Amanda" را بازخوانی کرده‌است.